# Thelbunus
Thelbunus is een geslacht van hooiwagens uit de familie Triaenonychidae.
De wetenschappelijke naam Thelbunus is voor het eerst geldig gepubliceerd door Hickman in 1958. 

## Soorten
Thelbunus is monotypisch en omvat slechts de volgende soort:
- Thelbunus mirabilis